# Walerian Borowczyk
Walerian Borowczyk (Kwilcz, prop de Poznań, Polònia, 2 de setembre de 1923 – Le Vésinet, 3 de febrer de 2006) va ser un director de cinema i autor plàstic polonès.

## Biografia
Walerian Borowczyk  va ser un director de cinema i autor plàstic polonès. Influenciat pel surrealisme, realitza en principi cartells de cinema, després pel·lícules experimentals utilitzant la tècnica d'Animació (Dom). Aquestes primeres pel·lícules li valen un gran èxit en els festivals europeus. Walerian Borowczyk marxa de Polònia el 1958 i s'instal·la definitivament a París. Només tornarà una vegada a Polònia (el 1975) per realitzar el llargmetratge Dzieje grzechu o Història d'un pescat. Malgrat la seva reputació sulfurosa, l'obra de Borowczyk continua sent desconeguda a Polònia. El 2008 una retrospectiva ha permès ensenyar el conjunt de les seves pel·lícules (i obres plàstiques) a Varsòvia.

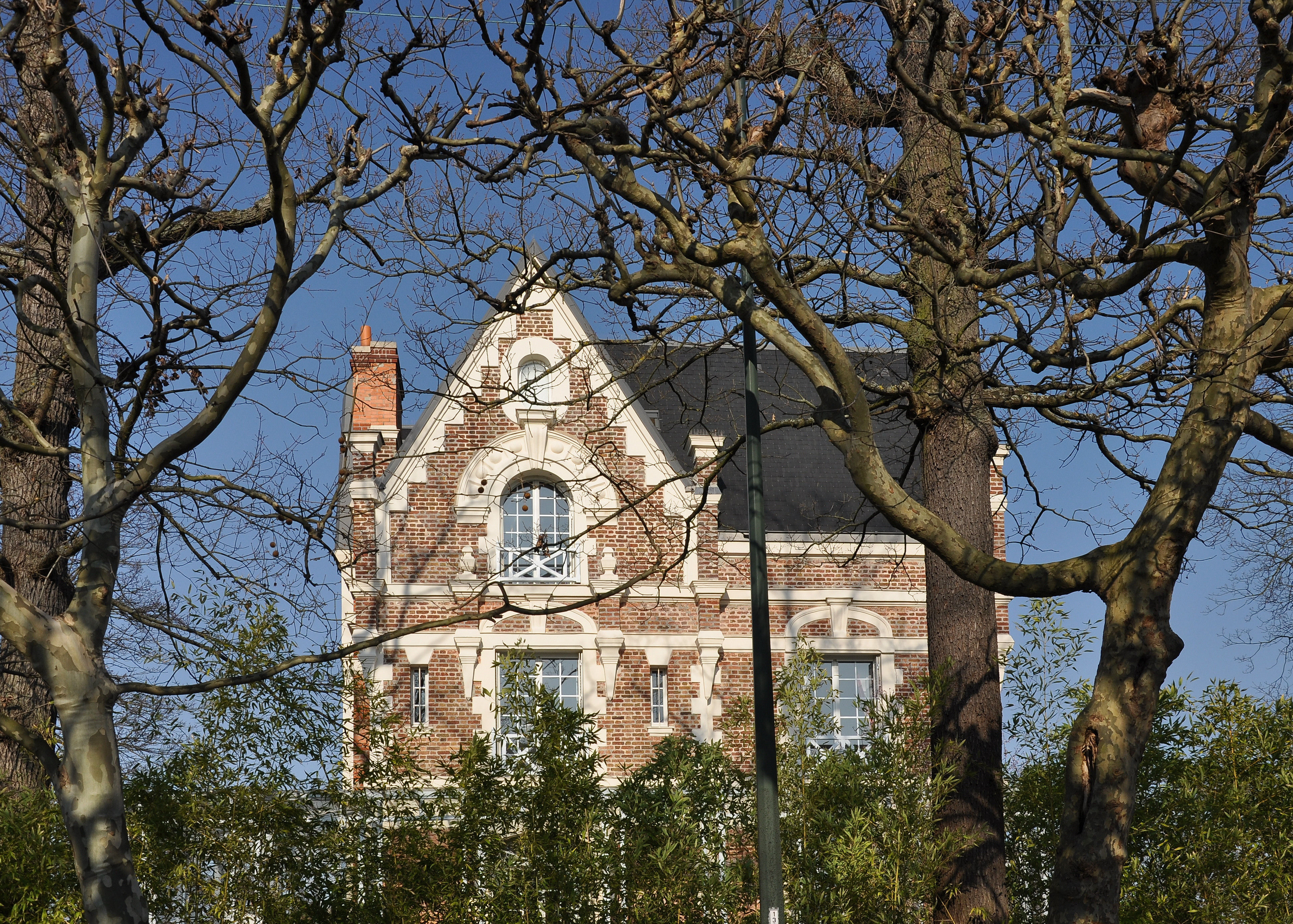
La casa a Vésinet a Yvelines on l'artista ha viscut durant una trentena últims anys

A França, Walerian Borowczyk realitza diversos curtmetratges (Les Astronautes, Rosalie) i col·labora amb Chris Marker. El 1967, Walerian Borowczyk realitza sol, un llargmetratge d'animació per a adults en paper tallat (Le Teatre de Monsieur i Madame Kabal), pel·lícula tenyida d'humor negre homenatge a Alfred Jarry.
Abandonant parcialment l'animació per a la presa de vista real, Walerian Borowczyk realitza diversos llargmetratges produïts per Anatole Dauman. Obté èxits de crítiques amb Goto, l'île d'amour, Blanche, Contes immoraux, La Bête, Dzieje grzechu (Histoire d'un pêché) o La Marge amb Sylvia Kristel. Especialitzant-se en l'erotisme, la carrera de Borowczyk declina. Serà escollit per realitzar Emmanuelle V amb Monique Gabrielle al paper del títol però deixarà el rodatge. Realitzarà llavors episodis de Serie rosa a France 3.
No obstant això, realitzarà dues pel·lícules notables i molt personals al final de la seva carrera, Doctor Jekyll et les femmes i Cérémonie d'amour. Aquestes últimes pel·lícules estan vinculades a l'obra d'André Pieyre de Mandiargues, amic i autor fetitxe de Walerian Borowczyk.
Al llarg de la seva carrera, Walerian Borowczyk ha continuat portant recerques cinematogràfiques formals a través de curtmetratges experimentals (Brief Von Paris, Scherzo Infernal,  Une collection particulière, Les escargots de Venus…), treballs d'escriptura (L'anatomie du diable) i obres plàstiques polimorfes (col·lecció del museu-castell d'Annecy). André Breton dirà de Walerian Borowczyk: «La imaginació fulgurant». Es pot dividir la carrera de Walerian Borowczyk en dues parts. Cada part està dominada per la presència d'una actriu magnificada. De 1958 a 1977, l'actriu polonesa Ligia Branice (o Ligia Borowczyk) que va ser la companya i l'actriu privilegiada de Walerian Borowczyk, rodarà en nombroses pel·lícules com Dom (la primera pel·lícula), Blanche i Intérieur d'un couvent (la seva última col·laboració). De 1977 a 1990, l'actriu italiana Marina Pierro figurarà en una molt gran part de la filmografia de Walerian Borowczyk, des de Intérieur d'un couvent (la seva primera col·laboració) fins a Cérémonie d'amour.

## Filmografia

### Cinema
- 1946: Mois d'août
- 1954: Photographies vivantes
- 1954: Atelier de Fernand Léger
- 1955: Jesien
- 1957: Nagrodzone uczucia, amb Jan Lenica)
- 1957: Byl sobie raz, amb Jan Lenica)
- 1958: L'École
- 1958: Dom (amb Jan Lenica)
- 1959: Les Astronautes (12'05)
- 1962: Le Concert de M. et Mme. Kabal
- 1963: Renaissance
- 1963: Holy Smoke
- 1963: L'Encyclopédie de grand-maman
- 1964: Les Jeux des anges
- 1965: Le Dictionnaire de Joachim
- 1966: Rosalie
- 1967: Le Teatre de monsieur et madame Kabal
- 1967: Gavotte
- 1967: Diptyque
- 1968: Goto, l'île d'amour, film
- 1969: Le Phonographe
- 1971: Blanche
- 1973: Une collection particulière (11'43)
- 1974: Contes immoraux
- 1975: Dzieje grzechu
- 1975: L'escargot de Vénus (4'38)
- 1975: La Bête
- 1976: La Marge
- 1976: Brief von paris
- 1977: Interno di un convento
- 1977: L'Amour monstre de tous les temps (9'33)
- 1979: L'Armoire
- 1979: Les Héroïnes du mal
- 1979: Collections privées
- 1980: Lulu
- 1981: Docteur Jekyll et les femmes
- 1983: Ars amandi
- 1984: Scherzo infernal (5'01)
- 1987: Emmanuelle V
- 1988: Cérémonie d'amour

### Televisió
- 1986: Le Lotus d'or, episodi de la Sèrie rose
- 1990: Un Traitement mérité, episodi de la Sèrie rose
- 1990: Almanach des adresses des demoiselles de Paris, episodi de la Sèrie rose
- 1991: L'experte Halima, episodi de la Sèrie rose

## Premis i nominacions

### Premis
- 1966: Os d'Argent al millor curtmetratge per Rosalie
- 1981: Premi a la millor direcció al XIV Festival Internacional de Cinema Fantàstic i de Terror per Docteur Jekyll et les femmes

### Nominacions
- 1960: BAFTA a la millor pel·lícula d'animació per Dom
- 1975: Palma d'Or per Dzieje grzechu